# Mistrzostwa Świata w Piłce Siatkowej Kobiet 2010 (składy)
Artykuł grupuje składy wszystkich reprezentacji narodowych w piłce siatkowej, które wystąpiły w Mistrzostwach Świata 2010.
- Przynależność klubowa na koniec sezonu 2009–10.
- Legenda:
Nr – numer zawodniczki
A – atakująca
L – libero
P – przyjmująca
R – rozgrywająca
Ś – środkowa

## Algieria[1]
Trener:  Ikhedji Mouloud
Asystent:  Salah Boussaid
| Nr | Imię i nazwisko     | Data urodzenia (wiek) | Wzrost (cm) | Klub                              | Pozycja |
| -- | ------------------- | --------------------- | ----------- | --------------------------------- | ------- |
| 3  | Salima Hammouche    | 17.01.1984 (26)       | 158         | Groupement Sportif Petroliers     | L       |
| 4  | Fatima Zahra Djouad | 12.07.1988 (2)        | 180         | NC Bejaia                         | P       |
| 6  | Celia Magnana       | 16.03.1991 (19)       | 181         | ASW Bejaia                        | Ś       |
| 8  | Zohra Bensalem      | 05.04.1990 (20)       | 178         | Groupement Sportif Petroliers     | P       |
| 9  | Narimene Madani (K) | 12.04.1984 (26)       | 180         | NC Bejaia                         | Ś       |
| 10 | Fatima Zahra Oukazi | 18.01.1984 (26)       | 175         | Groupement Sportif Petroliers     | R       |
| 11 | Mouni Abderrahim    | 19.11.1985 (25)       | 171         | ASW Bejaia                        | P       |
| 12 | Safia Boukhima      | 10.01.1991 (19)       | 176         | ASW Bejaia                        | A       |
| 13 | Nawal Mansouri      | 01.08.1985 (25)       | 174         | NC Bejaia                         | L       |
| 14 | Faiza Tsabet        | 01.07.1983 (27)       | 181         | Club Voleibol Tenerife            | A       |
| 17 | Lydia Oulmou        | 02.02.1986 24)        | 186         | Istres Ouest Provence Volley-Ball | Ś       |
| 18 | Tassadit Aïssou     | 19.02.1989 (21)       | 184         | ASW Bejaia                        | Ś       |

## Brazylia[2]
Trener:  Zé Roberto
Asystent:  Paulo Barros
| Nr | Imię i nazwisko | Data urodzenia (wiek) | Wzrost (cm) | Klub           | Pozycja |
| -- | --------------- | --------------------- | ----------- | -------------- | ------- |
| 1  | Fabiana (K)     | 24.01.1985 (25)       | 193         | Unilever Volei | Ś       |
| 2  | Carol Gattaz    | 27.07.1981 (29)       | 191         | Unilever Volei | Ś       |
| 3  | Dani Lins       | 05.01.1985 (25)       | 181         | Unilever Volei | R       |
| 5  | Adenizia        | 18.12.1986 (24)       | 185         | Sollys/Osasco  | Ś       |
| 6  | Thaísa          | 15.05.1987 (23)       | 196         | Sollys/Osasco  | Ś       |
| 8  | Jaqueline       | 31.12.1983 (27)       | 186         | Sollys/Osasco  | P       |
| 10 | Sassá           | 13.06.1984 (26)       | 179         | Sollys/Osasco  | P       |
| 11 | Joyce           | 13.06.1984 (26)       | 190         | Unilever Volei | A       |
| 12 | Natália         | 24.04.1989 (20)       | 183         | Sollys/Osasco  | P       |
| 13 | Sheilla         | 01.07.1983 (27)       | 185         | Unilever Volei | A       |
| 14 | Fabi            | 07.03.1980 (30)       | 169         | Unilever Volei | L       |
| 16 | Fernanda Garay  | 10.05.1986 (24)       | 179         | Pinheiros      | P       |
| 17 | Fabíola         | 03.02.1983 (27)       | 184         | Pinheiros      | R       |
| 18 | Camila Brait    | 28.010.1988 (22)      | 170         | Sollys/Osasco  | L       |

## Chiny[3]
Trener:  Yu Juemin
Asystent:  Lai Yawen
| Nr | Imię i nazwisko | Data urodzenia (wiek) | Wzrost (cm) | Klub     | Pozycja |
| -- | --------------- | --------------------- | ----------- | -------- | ------- |
| 1  | Wang Yimei      | 11.01.1988 (22)       | 190         | Liaoning | A       |
| 2  | Zhang Lei       | 11.01.1985 (25)       | 181         | Shanghai | A       |
| 3  | Yang Jie        | 01.03.1994 (16)       | 193         | Shanghai | P       |
| 4  | Shen Jingsi     | 03.05.1989 (21)       | 186         | Army     | P       |
| 6  | Zhou Suhong     | 23.04.1979 (31)       | 182         | Zhejiang | P       |
| 7  | Zhang Xian      | 16.03.1985 (25)       | 167         | Yunnan   | L       |
| 8  | Wei Qiuyue (K)  | 26.09.1988 (22)       | 182         | Tianjin  | R       |
| 10 | Li Juan         | 15.05.1981 (29)       | 187         | Tianjin  | P       |
| 11 | Xu Yunli        | 02.07.1987 (23)       | 196         | Fujian   | Ś       |
| 12 | Xue Ming        | 23.02.1987 (23)       | 193         | Beijing  | Ś       |
| 14 | Chen Liyi       | 27.04.1988 (21)       | 184         | Tianjin  | P       |
| 15 | Ma Yunwen       | 19.10.1986 (24)       | 189         | Shanghai | Ś       |

## Chorwacja[4]
Trener:  Miroslav Aksentijević
Asystent:  Tomo Paun
| Nr | Imię i nazwisko     | Data urodzenia (wiek) | Wzrost (cm) | Klub                            | Pozycja |
| -- | ------------------- | --------------------- | ----------- | ------------------------------- | ------- |
| 2  | Ana Grbac           | 23.03.1988 (22)       | 187         | Volero Zurych                   | R       |
| 3  | Cecilia Dujić       | 06.12.1987 (23)       | 184         | ŽOK Split 1700                  | P       |
| 4  | Marina Miletić      | 21.02.1983 (27)       | 180         | Dinamo-Jantar Kaliningrad       | P       |
| 5  | Mirela Delić        | 13.11.1981 (29)       | 188         | Rabita Baku                     | Ś       |
| 6  | Sanja Popović       | 31.05.1984 (26)       | 186         | Pallavolo Sirio Perugia         | A       |
| 7  | Mia Todorović       | 22.06.1990 (20)       | 169         | ŽOK Rijeka                      | L       |
| 8  | Mia Jerkov          | 05.12.1982 (28)       | 192         | Heungkuk Life Insurance Co      | P       |
| 9  | Ilijana Dugandžic   | 17.04.1981 (29)       | 189         | Dinamo Bukareszt                | Ś       |
| 12 | Senna Usić-Jogunica | 14.05.1986 (24)       | 191         | Scavolini Pesaro                | P       |
| 13 | Marina Katić        | 01.10.1983 (27)       | 183         | Iraklis Saloniki                | S       |
| 14 | Mirela Bareš        | 11.02.1982 (28)       | 170         | ŽOK Cestorad Vinkovci           | L       |
| 15 | Ivana Miloš         | 07.03.1986 (24)       | 187         | ŽOK Rijeka                      | Ś       |
| 17 | Jelena Alajbeg      | 01.10.1989 (20)       | 183         | Volero Zurych                   | A       |
| 18 | Maja Poljak (K)     | 02.05.1983 (27)       | 193         | Vakıfbank Güneş Sigorta Stambuł | Ś       |

## Czechy[5]
Trener:  Jiří Šiller
Asystent:  Ondřej Marek
| Nr | Imię i nazwisko     | Data urodzenia (wiek) | Wzrost (cm) | Klub                        | Pozycja |
| -- | ------------------- | --------------------- | ----------- | --------------------------- | ------- |
| 2  | Šárka Barborková    | 06.11.1985 (25)       | 192         | Rote Raben Vilsbiburg       | P       |
| 3  | Kristýna Pastulová  | 22.10.1985 (25)       | 197         | PVK Přerov                  | Ś       |
| 4  | Aneta Havlíčková    | 03.07.1987 (23)       | 190         | Yamamay Buso Arsizio        | A       |
| 5  | Julie Jášová        | 14.09.1987 (23)       | 179         | TV Fischbek Hamburg         | L       |
| 8  | Šárka Melichárková  | 08.06.1990 (20)       | 183         | VK Královo Pole Brno        | P       |
| 9  | Anna Kallistová     | 30.10.1982 (28)       | 189         | PVK Olymp Praga             | Ś       |
| 11 | Michaela Jelínková  | 02.12.1985 (24)       | 186         | USC Münster                 | R       |
| 13 | Tereza Vanžurová    | 04.04.1991 (19)       | 187         | PVK Olymp Praga             | P       |
| 14 | Lucie Mühlsteinová  | 15.10.1984 (26)       | 178         | Tauron MKS Dąbrowa Górnicza | R       |
| 16 | Helena Havelková    | 25.07.1988 (22)       | 186         | Yamamay Buso Arsizio        | P       |
| 17 | Ivana Plchotová (K) | 28.10.1982 (28)       | 192         | Tauron MKS Dąbrowa Górnicza | Ś       |
| 18 | Martina Útlá        | 17.07.1985 (25)       | 185         | VK Královo Pole Brno        | P/A     |

## Dominikana[6]
Trener:  Marcos Kwiek
Asystent:  Wagner Pacheco
| Nr | Imię i nazwisko       | Data urodzenia (wiek) | Wzrost (cm) | Klub                         | Pozycja |
| -- | --------------------- | --------------------- | ----------- | ---------------------------- | ------- |
| 1  | Annerys Vargas Valdez | 07.08.1991 (19)       | 194         | Minas Tênis Clube            | Ś       |
| 2  | Dahiana Burgos        | 07.04.1985 (25)       | 180         | Espaillat                    | P       |
| 3  | Lisvel Elisa Eve      | 10.09.1991 (19)       | 194         | Indias de Mayagüez           | Ś       |
| 5  | Brenda Castillo       | 05.06.1992 (18)       | 167         | San Cristóbal                | L       |
| 6  | Carmen Caso           | 29.11.1981 (29)       | 167         | Arlenis Cordero              | L       |
| 7  | Niverka Marte         | 19.10.1990 (20)       | 178         | Distrito Nacional            | R       |
| 8  | Cándida Arias         | 11.03.1992 (18)       | 188         | Hitachi Rivale               | Ś       |
| 9  | Sidarka Núñez         | 25.06.1984 (26)       | 191         | San Cristóbal                | A       |
| 10 | Milagros Cabral (K)   | 17.10.1978 (32)       | 181         | Korea Expressway Corporation | P       |
| 12 | Karla Echenique       | 16.05.1986 (24)       | 181         | Gigantes de Carolina         | R       |
| 13 | Cindy Rondón          | 12.11.1987 (23)       | 193         | Distrito Nacional            | Ś       |
| 14 | Prisilla Rivera       | 29.12.1984 (26)       | 186         | Gruppo Murcia 2002           | A       |
| 18 | Bethania de la Cruz   | 13.05.1987 (23)       | 188         | GS Caltex                    | P       |
| 19 | Ana Binet             | 09.02.1992 (18)       | 174         | Espaillat                    | P       |

## Holandia[7]
Trener:  Avital Selinger
Asystent:  Kristian van der Wel
| Nr | Imię i nazwisko    | Data urodzenia (wiek) | Wzrost (cm) | Klub                               | Pozycja |
| -- | ------------------ | --------------------- | ----------- | ---------------------------------- | ------- |
| 1  | Kim Staelens       | 07.01.1982 (28)       | 182         | Asystel Novara                     | R       |
| 3  | Francien Huurman   | 18.04.1975 (35)       | 192         | TVC Amstelveen                     | Ś       |
| 4  | Chaïne Staelens    | 07.11.1980 (30)       | 194         | Denso Airybees                     | P       |
| 5  | Robin de Kruijf    | 05.05.1991 (19)       | 193         | TVC Amstelveen                     | Ś       |
| 6  | Maret Grothues     | 16.09.1988 (22)       | 180         | TVC Amstelveen                     | P       |
| 7  | Quinta Steenbergen | 02.04.1985 (25)       | 189         | TVC Amstelveen                     | Ś       |
| 8  | Alice Blom         | 07.04.1980 (30)       | 178         | İqtisadçı Baku                     | P       |
| 9  | Myrthe Schoot      | 29.08.1988 (22)       | 184         | TVC Amstelveen                     | P       |
| 10 | Janneke van Tienen | 29.05.1979 (31)       | 177         | TVC Amstelveen                     | L       |
| 11 | Caroline Wensink   | 04.08.1986 (24)       | 187         | Bank BPS Muszynianka Fakro Muszyna | Ś       |
| 12 | Manon Flier (K)    | 08.02.1984 (26)       | 192         | Scavolini Pesaro                   | A       |
| 14 | Laura Dijkema      | 18.02.1990 (20)       | 184         | TVC Amstelveen                     | R       |
| 15 | Ingrid Visser      | 04.06.1977 (33)       | 192         | CAV Murcia 2005                    | Ś       |
| 17 | Nicole Koolhaas    | 31.01.1991 (19)       | 198         | Nancy                              | Ś       |

## Japonia[8]
Trener:  Masayoshi Manabe
Asystent:  Kiyoshi Abo
| Nr | Imię i nazwisko  | Data urodzenia (wiek) | Wzrost (cm) | Klub              | Pozycja |
| -- | ---------------- | --------------------- | ----------- | ----------------- | ------- |
| 1  | Megumi Kurihara  | 31.07.1984 (26)       | 187         | Pioneer Red Wings | A       |
| 2  | Hitomi Nakamichi | 18.09.1985 (25)       | 159         | Toray Arrows      | R       |
| 3  | Yoshie Takeshita | 18.03.1978 (32)       | 159         | JT Marvelous      | R       |
| 4  | Kaori Inoue      | 21.10.1982 (28)       | 182         | Denso Airybees    | Ś       |
| 5  | Ai Yamamoto      | 24.03.1982 (28)       | 184         | JT Marvelous      | Ś       |
| 6  | Yūko Sano        | 26.07.1979 (31)       | 159         | Igtisadchi Baku   | L       |
| 7  | Mai Yamaguchi    | 03.07.1983 (27)       | 176         | Okayama Seagulls  | Ś       |
| 9  | Mizuho Ishida    | 22.01.1988 (22)       | 174         | Hisamitsu Springs | P       |
| 11 | Erika Araki (K)  | 03.08.1984 (26)       | 186         | Toray Arrows      | Ś       |
| 12 | Saori Kimura     | 19.08.1986 (24)       | 187         | Toray Arrows      | P       |
| 14 | Yukiko Ebata     | 07.11.1989 (21)       | 176         | Hitachi Rivale    | P       |
| 16 | Saori Sakoda     | 18.12.1987 (23)       | 175         | Toray Arrows      | A       |
| 17 | Akiko Ino        | 28.09.1986 (24)       | 168         | NEC Red Rockets   | P       |
| 17 | Kanari Hamaguchi | 29.08.1985 (25)       | 167         | Toray Arrows      | L       |

## Kanada[9]
Trener:  Arnd Ludwig
Asystent:  Scott Koskie
| Nr | Imię i nazwisko  | Data urodzenia (wiek) | Wzrost (cm) | Klub                           | Pozycja |
| -- | ---------------- | --------------------- | ----------- | ------------------------------ | ------- |
| 2  | Julie Young      | 07.03.1986 (24)       | 188         | Team Canada                    | L       |
| 3  | Janie Guimond    | 11.04.1984 (26)       | 165         | Team Canada                    | L       |
| 4  | Tammy Mahon (K)  | 04.11.1980 (30)       | 180         | Panathinaikos Ateny            | R       |
| 5  | Tiffany Dodds    | 21.01.1986 (24)       | 192         | Igtisadchi Baku                | A       |
| 7  | Tonya Mokelki    | 10.05.1985 (25)       | 182         | SV Sinsheim                    | P       |
| 8  | Carla Bradstock  | 11.083.1985 (25)      | 178         | Team Canada                    | R       |
| 9  | Sarah Pavan      | 16.08.1986 (24)       | 196         | Korea Expressway               | A       |
| 10 | Marisa Field     | 10.07.1987 (23)       | 189         | SV Sinsheim                    | Ś       |
| 11 | Nadine Alphonse  | 22.07.1983 (27)       | 186         | Team Canada                    | Ś       |
| 12 | Sherline Holness | 11.02.1980 (30)       | 188         | Team Canada                    | Ś       |
| 16 | Jennifer Hinze   | 20.05.1988 (22)       | 186         | University of British Columbia | Ś       |
| 17 | Brittney Page    | 04.02.194 (26)        | 184         | Team Canada                    | P       |
| 18 | Kyla Richey      | 20.06.1989 (21)       | 188         | University of British Columbia | P       |
| 19 | Lauren O’Reilly  | 04.04.1989 (21)       | 172         | Trinity Western University     | R       |

## Kazachstan[10]
Trener:  Nelli Chsherbakova
Asystent:  Bakhytzhan Baitureyev 
| Nr | Imię i nazwisko     | Data urodzenia (wiek) | Wzrost (cm) | Klub                 | Pozycja |
| -- | ------------------- | --------------------- | ----------- | -------------------- | ------- |
| 1  | Natalja Żukowa      | 29.03.1980 (30)       | 184         |                      | Ś       |
| 3  | Sana Żaryłgasowa    | 21.07.1989 (21)       | 189         | Ałmaty               | P       |
| 5  | Olga Nasiedkina     | 28.12.1982 (28)       | 190         | Żetisu               | Ś       |
| 6  | Olesia Arsłanowa    | 13.12.1981 (29)       | 187         | Żetisu               | Ś       |
| 7  | Alona Omielczenko   | 19.06.1989 (21)       | 195         | Żetisu               | Ś       |
| 8  | Korinna Iszymcewa   | 02.03.1982 (28)       | 196         | Żetisu               | R       |
| 9  | Irina Łukomska      | 19.03.1991 (19)       | 175         | Ałmaty               | R       |
| 10 | Jelena Ezau         | 09.03.1983 (27)       | 174         | Irtysh-Kazchrome     | L       |
| 11 | Marina Storożenko   | 06.06.1985 (25)       | 175         | Żetisu               | L       |
| 12 | Irina Zajcewa       | 25.09.1982 (28)       | 185         | Żetisu               | P       |
| 13 | Julija Kucko        | 08.04.1980 (30)       | 190         | Neve Sha'anan        | P       |
| 15 | Ludmiła Anarbajewa  | 12.11.1983 (27)       | 192         | Ładoga               | Ś       |
| 16 | Inna Matwiejewa (K) | 12.10.1978 (32)       | 186         | Samorodok Chabarowsk | P       |
| 17 | Olga Drobyszewska   | 22.09.1985 (25)       | 185         | Żetisu               | P       |

## Kenia[11]
Trener:  Hidehiro Irisawa
Asystent:  David Lungaho
| Nr | Imię i nazwisko         | Data urodzenia (wiek) | Wzrost (cm) | Klub                   | Pozycja |
| -- | ----------------------- | --------------------- | ----------- | ---------------------- | ------- |
| 1  | Jane Wairimu            | 24.03.1985 (25)       | 174         | Kenya Prisons          | R       |
| 3  | Asha Makuto             | 02.05.1986 (24)       | 175         | Kenya Pipeline Company |         |
| 4  | Esther Nwombe           | 10.04.1987 (23)       | 173         | Kenya Prisons          | P       |
| 5  | Diana Khisa             | 26.05.1987 (23)       | 180         | Kenya Prisons          | Ś       |
| 8  | Mildred Odwako          | 17.01.1980 (30)       | 175         | Kenya Pipeline Company | L       |
| 11 | Jackline Barasa         | 25.12.1979 (31)       | 180         | Kenya Commercial Bank  | Ś       |
| 12 | Lydia Maiyo             | 03.11.1988 (22)       | 185         | Kenya Prisons          | P       |
| 14 | Mercy Moim              | 01.01.1988 (22)       | 183         | Kenya Prisons          | P       |
| 15 | Brackcides Khadambi (K) | 14.05.1984 (26)       | 180         | Kenya Prisons          | Ś       |
| 16 | Judith Tarus            | 26.06.1986 (24)       | 170         | Kenya Prisons          | L       |
| 17 | Edinah Rotich           | 27.03.1981 (29)       | 180         | Friends VC             | P       |
| 20 | Rodah Lyali             | 22.11.1976 (34)       | 169         | Kenya Pipeline Company | R       |

## Korea Południowa[12]
Trener:  Park Sam-ryong
Asystent:  Kim Tae-jong
| Nr | Imię i nazwisko | Data urodzenia (wiek) | Wzrost (cm) | Klub                         | Pozycja |
| -- | --------------- | --------------------- | ----------- | ---------------------------- | ------- |
| 1  | Oh Ji-young     | 11.07.1988 (22)       | 170         | Korea Expressway Corp        | P       |
| 4  | Kim Sa-nee (K)  | 21.06.1981 (29)       | 180         | Hungkuk Life Insurance Co.   | R       |
| 8  | Nam Jie-youn    | 25.05.1983 (27)       | 172         | GS Caltex                    | L       |
| 9  | Yim Myung-ok    | 05.05.1986 (24)       | 176         | KT&G                         | L       |
| 10 | Kim Yeon-koung  | 26.02.1986 (24)       | 192         | JT Marvelous                 | A       |
| 11 | Han Yoo-mi      | 05.02.1982 (28)       | 180         | Korea Volleyball Association | P       |
| 12 | Han Song-yi     | 05.09.1984 (26)       | 186         | Heungkuk Life Insurance Co.  | A       |
| 13 | Jung Dae-young  | 12.08.1981 (29)       | 183         | GS Caltex                    | Ś       |
| 14 | Hwang Youn-joo  | 13.08.1986 (24)       | 177         | Hyundai                      | P       |
| 15 | Kim Se-young    | 04.06.1981 (29)       | 190         | KT&G                         | Ś       |
| 16 | Lee So-la       | 01.07.1981 (29)       | 177         | Korea Expressway Corp.       | R       |
| 17 | Yang Hyo-jin    | 14.12.1989 (21)       | 190         | Hyundai                      | Ś       |

## Kostaryka[13]
Trener:  Braulio Godinez
Asystent:  Lorne Sawula
| Nr | Imię i nazwisko    | Data urodzenia (wiek) | Wzrost (cm) | Klub                      | Pozycja |
| -- | ------------------ | --------------------- | ----------- | ------------------------- | ------- |
| 1  | Dionisia Thompson  | 09.06.1978 (32)       | 169         | Goicoechea                | R       |
| 2  | Catalina Fernández | 12.12.1986 (24)       | 180         | Universidad de Costa Rica | Ś       |
| 4  | Adriana Chinchilla | 29.03.1980 (30)       | 170         | Goicoechea                | P       |
| 5  | Karen Cope         | 06.11.1985 (25)       | 170         | Universidad de Costa Rica | P       |
| 6  | Angela Willis      | 26.01.1977 (33)       | 188         | USA                       | Ś       |
| 7  | Mariela Quesada    | 08.07.1987 (23)       | 177         | Santa Barbara             | P       |
| 9  | Verania Willis (K) | 23.09.1979 (31)       | 182         | USA                       | P       |
| 10 | Paola Ramírez      | 23.02.1987 (23)       | 186         | UCR                       | Ś       |
| 12 | Marie Hadar        | 02.02.1992 (18)       | 185         | Goicoechea                | S       |
| 14 | Irene Fonseca      | 10.10.1985 (25)       | 182         | Santa Barbara             | R       |
| 16 | Mijal Hines        | 15.12.1993 (17)       | 186         | Goicoechea                | Ś       |
| 17 | Marianela Alfaro   | 28.03.1985 (25)       | 166         | Santa Barbara             | L       |

## Kuba[14]
Trener:  Juan Carlos Gala Rodríguez
Asystent:  Eider George Lafita
| Nr | Imię i nazwisko        | Data urodzenia (wiek) | Wzrost (cm) | Klub                | Pozycja |
| -- | ---------------------- | --------------------- | ----------- | ------------------- | ------- |
| 1  | Wilma Salas            | 09.03.1991 (19)       | 188         | Santiago de Cuba    | A       |
| 2  | Yanelis Santos         | 30.03.1986 (24)       | 181         | Ciego de Ávila      | R/A     |
| 4  | Yoana Palacios         | 06.10.1990 (20)       | 184         | Ciudad de La Habana | P       |
| 6  | Daymara Lescay         | 05.09.1992 (18)       | 184         | Guantanamo          | Ś       |
| 7  | Lisbet Arredondo       | 22.11.1987 (23)       | 181         | Villa Clara         | L       |
| 9  | Rachel Sánchez         | 09.01.1989 (21)       | 188         | Pinar del Río       | Ś       |
| 10 | Ana Lidia Cleger       | 27.11.1989 (21)       | 183         | Santiago de Cuba    | R/A     |
| 11 | Leanny Castañeda Simón | 18.10.1986 (24)       | 188         | Guantanamo          | Ś       |
| 13 | Rosanna Giel           | 10.06.1992 (18)       | 188         | Ciego de Ávila      | Ś       |
| 14 | Kenia Carcasés         | 22.01.1986 (24)       | 189         | Holguín             | P/A     |
| 15 | Yusidey Silié (K)      | 11.11.1984 (26)       | 184         | Ciudad de La Habana | R/P     |
| 17 | Gyselle Silva          | 29.10.1991 (19)       | 184         | Santiago de Cuba    | P       |

Kubanki grały specyficznym systemem z dwoma rozgrywającymi jednocześnie na boisku; jedna z nich (Y.Silié (nr 15))  będąc w drugiej linii grała jako przyjmująca, a jedna z dwóch pozostałych (A.L.Cleger (nr 10) albo Y.Santos (nr 2)) będąc w drugiej linii grała jako atakująca.

## Niemcy[15]
Trener:  Giovanni Guidetti
Asystent:  Felix Koslowski
| Nr | Imię i nazwisko      | Data urodzenia (wiek) | Wzrost (cm) | Klub                         | Pozycja |
| -- | -------------------- | --------------------- | ----------- | ---------------------------- | ------- |
| 1  | Lenka Dürr           | 10.12.1990 (20)       | 171         | Rote Raben Vilsbiburg        | L       |
| 2  | Kathleen Weiß        | 02.02.1986 (26)       | 189         | Igtisadchi Baku              | R       |
| 3  | Denise Hanke         | 31.08.1989 (21)       | 179         | Schweriner SC                | R       |
| 4  | Kerstin Tzscherlich  | 15.02.1978 (32)       | 179         | Dresdner SC                  | L       |
| 6  | Saskia Hippe         | 16.101.1991 (19)      | 185         | Dresdner SC                  | A       |
| 8  | Kathy Radzuweit      | 02.03.1982 (28)       | 196         | TV Fischbek Hamburg          | Ś       |
| 9  | Corina Ssuschke      | 09.05.1983 (27)       | 189         | VK Modřanská Prostějov       | Ś       |
| 10 | Anne Matthes         | 30.04.1985 (25)       | 182         | PVF Matera                   | P       |
| 11 | Christiane Fürst (K) | 29.03.1985 (25)       | 192         | Fenerbahçe SK                | Ś       |
| 12 | Heike Beier          | 09.12.1983 (27)       | 184         | Leningradka Sankt Petersburg | P       |
| 14 | Margareta Kozuch     | 30.10.1986 (24)       | 187         | Zarieczje Odincowo           | A       |
| 15 | Maren Brinker        | 10.07.1986 (24)       | 184         | VC Stuttgart                 | P       |
| 18 | Lisa Thomsen         | 20.08.1985 (25)       | 172         | Schweriner SC                | P       |
| 17 | Nadja Schaus         | 08.11.1984 (26)       | 187         | Schweriner SC                | Ś       |

## Peru[16]
Trener:  Kim Cheol-yong
Asystent:  Edwin Jimenez Monago
| Nr | Imię i nazwisko   | Data urodzenia (wiek) | Wzrost (cm) | Klub                 | Pozycja |
| -- | ----------------- | --------------------- | ----------- | -------------------- | ------- |
| 1  | Angelica Aquino   | 10.08.1990 (20)       | 170         | Divino Maestro       | P       |
| 2  | Mirtha Soriano    | 12.03.1985 (25)       | 182         | Deportivo Alianza    | Ś       |
| 3  | Paola Garcia      | 25.08.1987 (23)       | 182         | Divino Maestro       | Ś       |
| 4  | Patricia Soto     | 10.02.1980 (30)       | 179         | Club de Regatas Lima | P       |
| 5  | Vanessa Palacios  | 03.07.1984 (26)       | 157         | Divino Maestro       | L       |
| 6  | Jessenia Uceda    | 14.08.1981 (29)       | 178         | Deportivo Géminis    | P       |
| 7  | Yulissa Zamudio   | 24.03.1976 (34)       | 184         | Deportivo Alianza    | Ś       |
| 10 | Leyla Chihuán     | 04.09.1975 (35)       | 180         | Club de Regatas Lima | Ś       |
| 12 | Carla Rueda (K)   | 19.04.1990 (20)       | 180         | Deportivo Géminis    | A       |
| 13 | Zoila La Rosa     | 31.05.1990 (20)       | 171         | Divino Maestro       | R       |
| 14 | Elena Keldibekova | 23.06.1974 (36)       | 177         | Club de Regatas Lima | R       |
| 15 | Karla Ortiz       | 20.10.1991 (19)       | 178         | Divino Maestro       | P       |

## Polska[17]
Trener:  Jerzy Matlak
Asystent:  Piotr Makowski
| Nr | Imię i nazwisko             | Data urodzenia (wiek) | Wzrost (cm) | Klub                               | Pozycja |
| -- | --------------------------- | --------------------- | ----------- | ---------------------------------- | ------- |
| 2  | Mariola Zenik               | 03.07.1982 (28)       | 175         | Bank BPS Muszynianka Fakro Muszyna | L       |
| 3  | Karolina Kosek              | 28.06.1985 (25)       | 183         | Organika Budowlani Łódź            | P       |
| 5  | Berenika Okuniewska         | 18.03.1988 (22)       | 188         | Aluprof Bielsko-Biała              | Ś       |
| 6  | Agnieszka Bednarek-Kasza    | 20.02.1986 (24)       | 185         | Bank BPS Muszynianka Fakro Muszyna | Ś       |
| 7  | Małgorzata Glinka-Mogentale | 30.09.1978 (32)       | 190         | Vakıfbank Güneş Sigorta Stambuł    | P       |
| 8  | Katarzyna Zaroślińska       | 03.02.1987 (23)       | 187         | Organika Budowlani Łódź            | A       |
| 9  | Joanna Staniucha-Szczurek   | 05.12.1981 (29)       | 184         | Tauron MKS Dąbrowa Górnicza        | P       |
| 11 | Anna Werblińska             | 14.05.1984 (26)       | 178         | Aluprof Bielsko-Biała              | P       |
| 12 | Milena Sadurek-Mikołajczyk  | 18.10.1984 (26)       | 177         | Bank BPS Muszynianka Fakro Muszyna | R       |
| 13 | Paulina Maj                 | 22.03.1987 (23)       | 166         | Atom Trefl Sopot                   | L       |
| 14 | Joanna Wołosz               | 07.04.1990 (20)       | 181         | Impel Gwardia Wrocław              | R       |
| 15 | Katarzyna Gajgał            | 05.08.1981 (29)       | 190         | Bank BPS Muszynianka Fakro Muszyna | Ś       |
| 16 | Aleksandra Jagieło (K)      | 02.06.1980 (30)       | 180         | Bank BPS Muszynianka Fakro Muszyna | P       |
| 17 | Joanna Kaczor               | 16.09.1984 (26)       | 191         | Bank BPS Muszynianka Fakro Muszyna | A       |

## Portoryko[18]
Trener:  Carlos Cardona
Asystent:  Arcangel Ruiz
| Nr | Imię i nazwisko     | Data urodzenia (wiek) | Wzrost (cm) | Klub                            | Pozycja |
| -- | ------------------- | --------------------- | ----------- | ------------------------------- | ------- |
| 2  | Pamela Cartagena    | 05.02.1987 (23)       | 188         | Pinkin de Corozal               | P       |
| 3  | Vilmarie Mojica (K) | 13.08.1985 (25)       | 177         | Pinkin de Corozal               | R       |
| 4  | Tatiana Encarnación | 28.07.1985 (25)       | 182         | Gigantes de Carolina            | P       |
| 5  | Sarai Álvarez       | 03.04.1986 (24)       | 189         | Indias de Mayagüez              | A       |
| 9  | Áurea Cruz          | 10.01.1982 (28)       | 182         | MC-PietroCarnaghi Villa Cortese | P       |
| 11 | Malpica             | 01.08.1985 (25)       | 192         | Valencianas de Juncos           | A       |
| 12 | Michelle Nogueras   | 05.12.1988 (22)       | 182         | Criollas de Caguas              | R       |
| 13 | Darangelys Yantín   | 08.07.1985 (25)       | 188         | Pinkin de Corozal               | P       |
| 15 | Shara Venegas       | 18.09.1992 (18)       | 182         | Llaneras de Toa Baja            | L       |
| 16 | Alexandra Oquendo   | 03.02.1984 (26)       | 189         | Gigantes de Carolina            | Ś       |
| 17 | Sheila Ocasio       | 17.11.1982 (28)       | 192         | Valencianas de Juncos           | Ś       |
| 19 | Wilnelia González   | 02.04.1985 (25)       | 183         | Vaqueras de Bayamón             | Ś       |

## Rosja[19]
Trener:  Władimir Kuzjutkin
Asystent:  Igor Kurnosow
| Nr | Imię i nazwisko        | Data urodzenia (wiek) | Wzrost (cm) | Klub                    | Pozycja |
| -- | ---------------------- | --------------------- | ----------- | ----------------------- | ------- |
| 1  | Marija Borisienko (K)  | 08.03.1986 (24)       | 190         | Dinamo Kazań            | Ś       |
| 2  | Lesia Machno           | 04.09.1981 (29)       | 188         | Dinamo Moskwa           | P       |
| 3  | Marija Pieriepiołkina  | 09.03.1984 (26)       | 193         | Dinamo Moskwa           | Ś       |
| 5  | Lubow Sokołowa         | 04.12.1977 (33)       | 192         | Fenerbahçe SK           | P       |
| 8  | Natalja Gonczarowa     | 01.06.1989 (21)       | 194         | Dinamo Moskwa           | P       |
| 9  | Olga Fatiejewa         | 04.05.1984 (26)       | 190         | Pallavolo Sirio Perugia | A       |
| 11 | Jekatierina Gamowa     | 17.10.1980 (30)       | 202         | Dinamo Kazań            | A       |
| 12 | Wiera Ulakina          | 21.08.1986 (24)       | 180         | Dinamo Kazań            | R       |
| 13 | Jewgienija Starcewa    | 12.02.1989 (21)       | 185         | Dinamo Krasnodar        | R       |
| 14 | Jekatierina Kabieszowa | 05.08.1986 (24)       | 172         | Dinamo Kazań            | L       |
| 15 | Tatjana Koszelewa      | 23.12.1988 (22)       | 191         | Dinamo Kazań            | P       |
| 16 | Julija Mierkułowa      | 17.12.1984 (26)       | 202         | Dinamo Moskwa           | Ś       |

## Serbia[20]
Trener:  Zoran Terzić
Asystent:  Brano Kovačević
| Nr | Imię i nazwisko    | Data urodzenia (wiek) | Wzrost (cm) | Klub                            | Pozycja |
| -- | ------------------ | --------------------- | ----------- | ------------------------------- | ------- |
| 1  | Jelena Nikolić (K) | 13.04.1982 (28)       | 194         | Vakıfbank Güneş Sigorta Stambuł | P       |
| 2  | Jovana Brakočević  | 05.03.1988 (22)       | 196         | Evergrande Kanton               | A       |
| 3  | Sanja Malagurski   | 08.06.1990 (20)       | 193         | Crvena zvezda Belgrad           | A       |
| 5  | Nataša Krsmanović  | 19.06.1985 (25)       | 188         | Rabitə Baku                     | Ś       |
| 6  | Jasna Majstorović  | 23.04.1984 (26)       | 181         | CS Konstanca                    | P       |
| 7  | Brižitka Molnar    | 28.07.1985 (24)       | 182         | Panathinaikos Ateny             | P       |
| 8  | Ana Antonijević    | 26.08.1987 (23)       | 185         | RC Cannes                       | R       |
| 9  | Jovana Vesović     | 21.06.1987 (23)       | 182         | Dinamo Bukareszt                | P       |
| 10 | Maja Ognjenović    | 06.08.1984 (26)       | 183         | Panathinaikos Ateny             | R       |
| 11 | Stefana Veljković  | 09.01.1990 (20)       | 190         | Asystel Novara                  | Ś       |
| 16 | Milena Rašić       | 25.10.1990 (20)       | 193         | RC Cannes                       | Ś       |
| 17 | Silvija Popović    | 15.03.1986 (24)       | 175         | Rabitə Baku                     | L       |
| 18 | Suzana Ćebić       | 09.11.1984 (26)       | 167         | VfB 91 Suhl                     | L       |
| 19 | Dragana Marinković | 19.10.1982 (28)       | 197         | Spes Volley Conegliano          | Ś       |

## USA[21]
Trener:  Hugh McCutcheon
Asystent:  Karch Kiraly
| Nr | Imię i nazwisko    | Data urodzenia (wiek) | Wzrost (cm) | Klub                      | Pozycja |
| -- | ------------------ | --------------------- | ----------- | ------------------------- | ------- |
| 1  | Ogonna Nnamani     | 29.07.1983 (27)       | 185         | VK Prostějov              | P       |
| 2  | Alisha Glass       | 05.04.1988 (22)       | 184         | Vôlei Futuro              | R       |
| 4  | Lindsey Berg       | 16.07.1980 (30)       | 173         | Asystel Novara            | R       |
| 5  | Stacy Sykora       | 24.06.1977 (33)       | 176         | Vôlei Futuro              | L       |
| 6  | Nicole Davis       | 24.04.1982 (28)       | 167         | Lokomotiw Baku            | L       |
| 7  | Heather Bown       | 29.11.1978 (32)       | 188         | Giannino Pieralisi Volley | Ś       |
| 8  | Cynthia Barboza    | 07.02.1987 (23)       | 183         | Liu-Jo Volley Carpi       | P       |
| 9  | Jennifer Tamas (K) | 23.11.1982 (28)       | 191         | Llaneras Toa Baja         | Ś       |
| 11 | Jordan Larson      | 16.10.1986 (24)       | 188         | Dynamo Kazań              | P       |
| 12 | Nancy Metcalf      | 12.11.1978 (32)       | 186         | Eczacıbaşı Stambuł        | A       |
| 15 | Logan Tom          | 25.05.1981 (29)       | 186         | Evergrande Kanton         | P       |
| 16 | Foluke Akinradewo  | 05.10.1987 (23)       | 191         | USA Volleyball Team       | Ś       |
| 18 | Megan Hodge        | 15.10.1988 (22)       | 191         | Criollas de Caguas        | P       |
| 19 | Destinee Hooker    | 07.09.1987 (23)       | 193         | Scavolini Pesaro          | A       |

## Tajlandia[22]
Trener:  Kiattipong Radchatagriengkai
Asystent:  Nataphon Srisamutnak
| Nr | Imię i nazwisko        | Data urodzenia (wiek) | Wzrost (cm) | Klub                       | Pozycja |
| -- | ---------------------- | --------------------- | ----------- | -------------------------- | ------- |
| 1  | Piyanut Pannoy         | 10.11.1989 (21)       | 171         | Chaiyaphum                 | L       |
| 3  | Rasamee Supamool       | 10.01.1992 (18)       | 178         | Nakhonratchasama           | A       |
| 5  | Pleumjit Thinkaow      | 09.11.1983 (27)       | 180         | Konya Ereğli Belediye Spor | Ś       |
| 6  | Onuma Sittirak         | 13.06.1986 (24)       | 175         | VC Zeiler Köniz            | P       |
| 8  | Utaiwan Kaensing       | 07.09.1988 (22)       | 189         | RBAC                       | Ś       |
| 10 | Wilavan Apinyapong (K) | 06.06.1984 (26)       | 169         | Konya Ereğli Belediye Spor | P       |
| 11 | Amporn Hyapha          | 19.05.1985 (25)       | 180         | RBAC                       | Ś       |
| 12 | Kamonporn Sukmak       | 29.02.1988 (22)       | 174         | Nonthaburi                 | R       |
| 13 | Nootsara Tomkom        | 07.11.1985 (25)       | 169         | VC Kanti Schaffhausen      | R       |
| 14 | Sutadta Chuewulim      | 19.12.1992 (18)       | 172         | Federbrau                  | p       |
| 15 | Malika Kanthong        | 08.01.1987 (23)       | 177         | Konya Ereğli Belediye Spor | A       |
| 18 | Em-orn Phanusit        | 25.03.1988 (22)       | 179         | RBAC                       | P       |

## Turcja[23]
Trener:  Mehmet Nuri Bedestenlioğlu
Asystent:  Bülent Güneş
| Nr | Imię i nazwisko    | Data urodzenia (wiek) | Wzrost (cm) | Klub                            | Pozycja |
| -- | ------------------ | --------------------- | ----------- | ------------------------------- | ------- |
| 1  | Özge Çemberci      | 26.06.1985 (25)       | 183         | Vakıfbank Güneş Sigorta Stambuł | R       |
| 2  | Gülden Kayalar     | 05.12.1980 (30)       | 167         | Eczacıbaşı Stambuł              | L       |
| 5  | Ayşe Gökçen Denkel | 02.08.1985 (25)       | 193         | Eczacıbaşı Stambuł              | Ś       |
| 7  | Elif Öner          | 10.02.1984 (26)       | 186         | Eczacıbaşı Stambuł              | R       |
| 8  | Bahar Toksoy       | 06.02.1988 (22)       | 190         | Vakıfbank Güneş Sigorta Stambuł | Ś       |
| 10 | Gözde Kırdar       | 26.06.1985 (23)       | 183         | Vakıfbank Güneş Sigorta Stambuł | P       |
| 11 | Naz Aydemir        | 14.07.1990 (20)       | 186         | Fenerbahçe Acıbadem Stambuł     | R       |
| 12 | Esra Gümüş (K)     | 02.10.1982 (28)       | 181         | Eczacıbaşı Stambuł              | P       |
| 13 | Neriman Özsoy      | 13.07.1988 (22)       | 188         | Atom Trefl Sopot                | P       |
| 14 | Eda Erdem          | 22.06.1987 (23)       | 187         | Fenerbahçe Acıbadem Stambuł     | Ś       |
| 15 | Seda Tokatlıoğlu   | 25.06.1986 (24)       | 192         | Fenerbahçe Acıbadem Stambuł     | A       |
| 17 | Neslihan Darnel    | 09.12.1983 (28)       | 187         | Eczacıbaşı Stambuł              | A       |
| 19 | Büşra Cansu        | 16.07.1990 (20)       | 185         | Eczacıbaşı Stambuł              | Ś       |
| 20 | Gizem Güreşen      | 17.09.1987 (23)       | 178         | Vakıfbank Güneş Sigorta Stambuł | L       |

## Włochy[24]
Trener:  Massimo Barbolini
Asystent:  Marco Bracci
| Nr | Imię i nazwisko        | Data urodzenia (wiek) | Wzrost (cm) | Klub                            | Pozycja |
| -- | ---------------------- | --------------------- | ----------- | ------------------------------- | ------- |
| 2  | Cristina Barcellini    | 20.11.1986 (24)       | 183         | Asystel Novara                  | P       |
| 3  | Ilaria Garzaro         | 29.09.1986 (24)       | 189         | Chateau d'Ax Urbino             | Ś       |
| 4  | Lucia Crisanti         | 16.03.1986 (24)       | 186         | Yamamay Buso Arsizio            | Ś       |
| 5  | Giulia Rondon          | 16.10.1987 (23)       | 189         | Pallavolo Sirio Perugia         | R       |
| 6  | Chiara Arcangeli       | 14.02.1983 (27)       | 167         | Pallavolo Sirio Perugia         | L       |
| 9  | Chiara Di Iulio        | 05.05.1985 (24)       | 184         | Chateau d'Ax Urbino             | A       |
| 10 | Paola Cardullo         | 18.03.1982 (28)       | 159         | MC-PietroCarnaghi Villa Cortese | L       |
| 11 | Serena Ortolani        | 07.01.1987 (23)       | 187         | Volley Bergamo                  | A       |
| 12 | Francesca Piccinini    | 10.11.1979 (31)       | 184         | Volley Bergamo                  | P       |
| 13 | Valentina Arrighetti   | 26.01.1985 (25)       | 185         | Volley Bergamo                  | Ś       |
| 14 | Eleonora Lo Bianco (K) | 22.12.1979 (31)       | 171         | Volley Bergamo                  | R       |
| 15 | Antonella Del Core     | 05.11.1980 (30)       | 180         | Eczacıbaşı Stambuł              | P       |
| 16 | Lucia Bosetti          | 09.07.1989 (20)       | 175         | Volley Bergamo                  | P       |
| 17 | Simona Gioli           | 17.09.1977 (33)       | 185         | Dinamo Moskwa                   | Ś       |